# Stanislav Pozdnjakov
Stanislav Aleksejevitsj Pozdnjakov (Russisch: Станислав Алексеевич Поздняков) (Novosibirsk, 27 september 1973) is een Russisch schermer.
Pozdnjakov nam vijfmaal deel aan de Olympische Zomerspelen en won driemaal de titel met het sabelteam de eerste keer met het Gezamenlijk team en twee keer met het Russische team. In 1996 werd Pozdnjakov olympisch kampioen individueel. Pozdnjakov won vijfmaal de wereldtitel individueel en vijfmaal met het Russische team. In 2018 werd hij voorzitter van het Russisch Olympisch Comité.

## Resultaten

### Olympische Zomerspelen
| Jaar | Plaats    | Resultaten              |
| ---- | --------- | ----------------------- |
| 1992 | Barcelona | sabel team              |
| 1996 | Atlanta   | sabel sabel team        |
| 2000 | Sydney    | sabel team 9e sabel     |
| 2004 | Athene    | sabel team 6e sabel     |
| 2008 | Peking    | 4e sabel team 17e sabel |

### Wereldkampioenschappen schermen
| Jaar | Plaats          | Resultaten         |
| ---- | --------------- | ------------------ |
| 1994 | Athene          | sabel team · sabel |
| 1995 | Den Haag        | sabel team         |
| 1997 | Kaapstad        | sabel · sabel team |
| 1999 | Seoel           | sabel · sabel team |
| 2001 | Nimes           | sabel · sabel team |
| 2002 | Lissabon        | sabel · sabel team |
| 2003 | Havana          | sabel team         |
| 2005 | Leipzig         | sabel team · sabel |
| 2006 | Turijn          | sabel · sabel team |
| 2007 | Sint-Petersburg | sabel              |

1896: Ioannis Georgiadis ·
1900: Georges de la Falaise ·
1904: Manuel Díaz ·
1906: Ioannis Georgiadis ·
1908: Jenő Fuchs ·
1912: Jenő Fuchs ·
1920: Nedo Nadi ·
1924: Sándor Pósta ·
1928: Ödön Tersztyánszky ·
1932: György Piller ·
1936: Endre Kabos ·
1948: Aladár Gerevich ·
1952: Pál Kovács ·
1956: Rudolf Kárpáti ·
1960: Rudolf Kárpáti ·
1964: Tibor Pézsa ·
1968: Jerzy Pawłowski ·
1972: Viktor Sidjak ·
1976: Viktor Krovopoeskov ·
1980: Viktor Krovopoeskov ·
1984: Jean-François Lamour ·
1988: Jean-François Lamour ·
1992: Bence Szabó ·
1996: Stanislav Pozdnjakov ·
2000: Mihai Covaliu ·
2004: Aldo Montano ·
2008: Zhong Man ·
2012: Áron Szilágyi ·
2016: Áron Szilágyi ·
2020: Áron Szilágyi ·
2024: Oh Sang-uk
1908: Földes, Fuchs, Gerde, Tóth, Werkner ·
1912: Berti, Földes, Fuchs, Gerde, Mészáros, Schenker, Tóth, Werkner ·
1920: Baldi, Gargano, A. Nadi, N. Nadi, Puliti, Santelli, Urbani ·
1924: Anselmi, Balzarini, Bertinetti, Bini, Cuccia, Moricca, Puliti, Sarrocchi ·
1928: Garay, Glykais, Gombos, Petschauer, Rády, Tersztyánszky ·
1932: Gerevich, Glykais, Kabos, Nagy, Petschauer, Piller ·
1936: Berczelly, Gerevich, Kabos, Kovács, Rajcsányi, Rajczy ·
1948: Berczelly, Gerevich, Kárpáti, Kovács, Rajcsányi, Papp ·
1952: Berczelly, Gerevich, Kárpáti, Kovács, Rajcsányi, Papp ·
1956: Gerevich, Hámori, Kárpáti, Keresztes, Kovács, Magay ·
1960: Delneky, Gerevich, Horváth, Kárpáti, Kovács, Mendelényi ·
1964: Asatiani, Mavlichanov, Melnikov, Rakita, Rylski ·
1968: Oemjar Mavlichanov, Naslimov, Rakita, Sidjak, Vinokoerov ·
1972: Maffei, M.A. Montano, M.T. Montano, Rigoli, Salvadori ·
1976: Boertsev, Krovopoeskov, Naslimov, Sidjak, Vinokoerov ·
1980: Aljochin, Boertsev, Krovopoeskov, Naslimov, Sidjak ·
1984: Arcidiacono, Dalla Barba, Marin, Meglio, Scalzo ·
1988: Bujdosó, Csongrádi, Gedővári, Nébald, Szabó ·
1992: Goettsajt, Kirijenko, Pogossov, Pozdnjakov, Sjirsjov ·
1996: Kirijenko, Pozdnjakov, Tsjarikov ·
2000: Frossin, Pozdnjakov, Tsjarikov ·
2004: Pillet, D. Touya, G. Touya ·
2008: Pillet, Sanson, Lopez ·
2012: Gu, Kim, Oh, Won ·
2020: Oh, Kim Jun, Kim Jung, Gu  ·
2024: Oh, Gu, Park, Do